# 黑色素

聚黑色素的化學結構

黑色素是生物色素，是酪氨酸經過一連串化學反應所形成，動物、植物與原生生物都有這種色素。黑色素通常是以聚合的方式存在。在黑色素细胞中，酪氨酸经酪氨酸酶作用，羟化生成多巴，后者经氧化、脱羧等反应转变成吲哚醌，最后吲哚醌聚合为黑色素。先天性酪氨酸酶缺乏的病人，因為不能合成黑色素，患者皮膚毛髮等發白，稱為白化病。白化病患者對陽光敏感，易患皮膚癌。

## 分類
目前已知細菌來源的黑色素一般可分為以下四類。第一類是真黑素（Eumelanin），第二類是棕黑色素（Pheomelanin），又稱為脫黑色素。這兩類黑色素又可被統稱為L-多巴黑色素（L-DOPA melanin）。第三類是膿黑色素(Pyomelanin)，也被稱為尿黑酸黑色素（HGA melanin），而第四類則是1,8-二羥基萘黑色素（DHN melanin）。膿黑色素與DHN黑色素又可被統稱為異黑色素（Allomelanin）。
真黑素可以細分為黑真黑素（Black eumelanin）和棕真黑素（Brown eumelanin）兩種： 
- 黑真黑素：只有該色素，隨著黑真黑素從少到多，髮色呈現從灰到黑的顏色。
- 棕真黑素：只有該色素，隨著棕真黑素從少到多，髮色也會從淡黃色變為棕色。

## 基因遺傳學
MC1R （melanocortin 1 receptor）基因提供了製備稱為黑皮質素1受體的蛋白質的說明。該受體在正常色素沉著中起重要作用。受體主要位於黑素細胞的表面，黑素細胞是產生稱為黑色素的色素的特化細胞。黑色素是賦予皮膚，頭髮和眼睛顏色的物質。黑色素也存在於視網膜的光敏組織中，在正常視力中起到作用。黑色素可以保護皮膚免受陽光中紫外線輻射的傷害。
黑素細胞會產生兩種形式的黑色素，即真黑素和棕黑色素。這兩種色素的相對量有助於確定人的頭髮和皮膚的顏色。主要產生真黑素的人往往有棕色或黑色的頭髮和深色的皮膚，很容易曬黑。主要產生棕黑色素的人往往會有紅色或金色的頭髮，以及淺色偏白皙的皮膚。
黑皮質素1受體控制黑素細胞產生哪種類型的黑色素。當受體被激活時，它會在黑素細胞內引發一系列化學反應，刺激這些細胞產生真黑素。如果受體未被激活或被阻斷，則黑素細胞產生褐黑素而不是真黑素。
MC1R基因中的常見變異（多態性）與皮膚和毛髮顏色的正常差異相關。某些遺傳變異在紅頭髮，白皙皮膚，雀斑和對陽光照射敏感性增加的人群中最常見。這些MC1R多態性降低了黑皮質素1受體刺激真黑素產生的能力，導致黑素細胞主要產生棕黑色素。儘管MC1R是正常人類色素沉著的關鍵基因，但研究人員認為其他基因的作用也會影響人的頭髮和皮膚著色。
黑皮質素1受體在黑素細胞以外的細胞中也具有活性，包括參與機體免疫和炎症反應的細胞。受體在這些細胞中的功能尚不清楚。

## 另見
- 生物色素
- 黑素細胞
- 色素細胞
- 白化症